# Soda Jerk

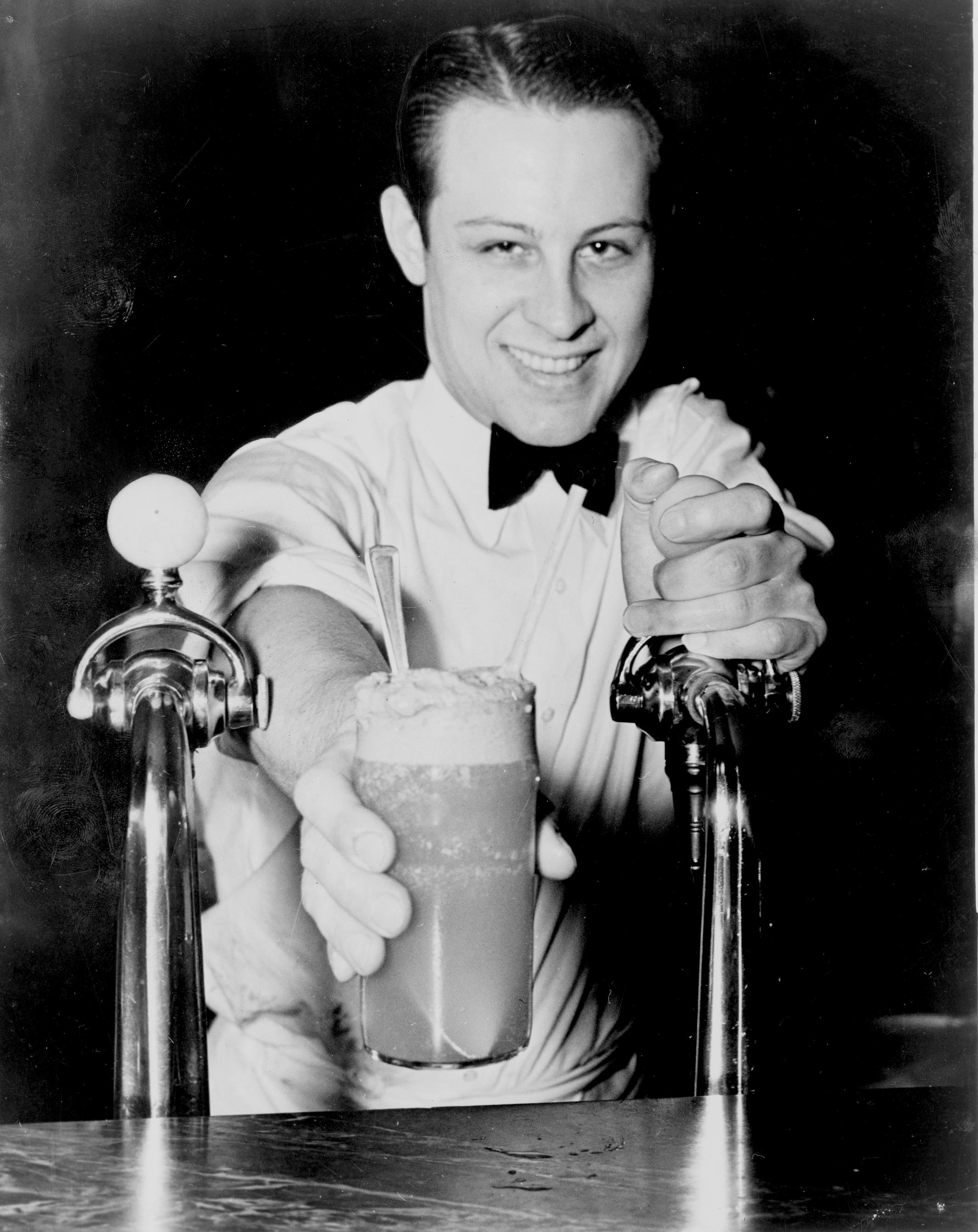
Ein Soda Jerk in New York (1936)

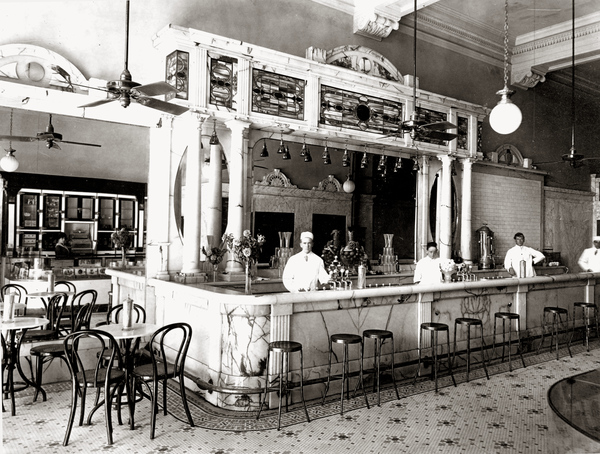
Die Palace Soda Fountain in Tampa (um 1925)

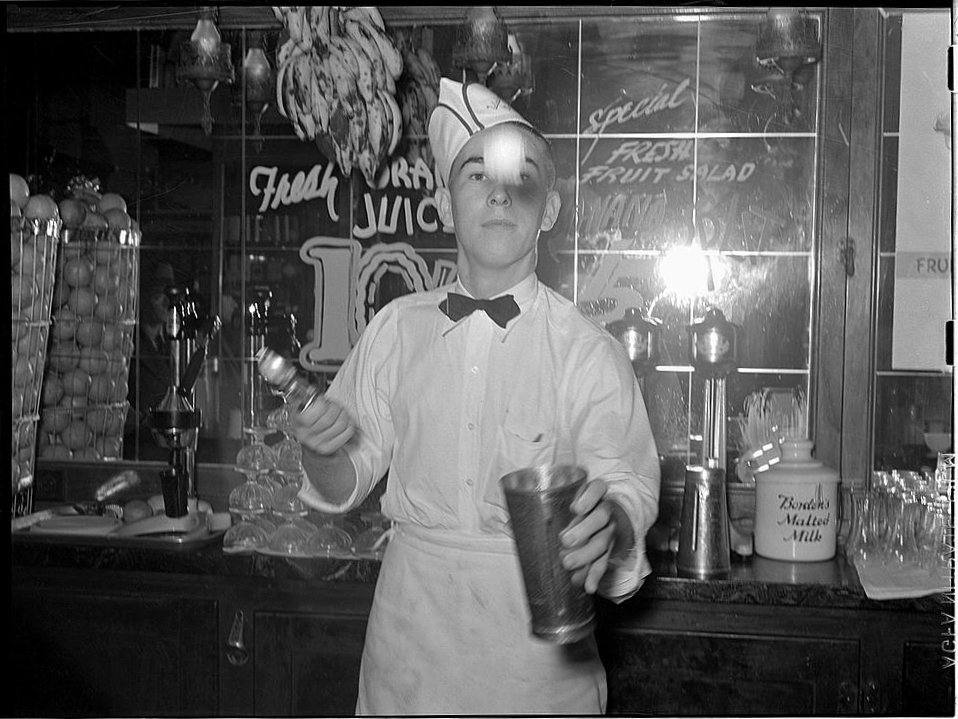
Soda Jerk in Corpus Christi, Texas (1939)

Soda Jerk (zu deutsch etwa „Sprudel-Rüttler/Trottel“) bezeichnet Angestellte, die Erfrischungsgetränke herstellen und austeilen. Der schwierig übersetzbare Begriff bezieht sich insbesondere auf die Vereinigten Staaten, wo Soda Jerks für viele Jahrzehnte ein häufiger Berufsstand waren und auch in die Populärkultur eingingen. Sie arbeiteten in sogenannten Soda Fountains („Sprudel-Brunnen“), bei denen es sich um kleine Diner oder Tresen handelte, die oft auch in große Läden integriert waren.

## Tätigkeit
Für ihre Getränke mischten die Soda Jerks meist Sirups verschiedener Geschmacksrichtungen mit Sodawasser in einem großen, für die Kunden sichtbaren Behälter (der sogenannten Soda fountain) miteinander. Neben den üblichen Soda drinks wurden auch häufig Ice cream Sodas bestellt, bei denen mehrere Löffel Eiscreme hinzugefügt wurden. Das Getränk konnte mit einem langen Löffel, dem sogenannten Soda spoon, und mit Strohhalmen serviert werden. Neben den Sodagetränken konnten oft auch Snacks oder Schnellgerichte bestellt werden.
Die Soda Jerks waren besonders häufig junge Männer, oft am Anfang ihres Berufslebens, und wurden meistens nicht hoch bezahlt. Sie galten im besten Fall als unterhaltsame und extrovertierte Typen, da sie als weitere Aufgabe auch die Ladenkunden unterhalten und aufheitern sollten. Die Atmosphäre des Ladens spielte folglich neben dem eigentlichen Getränk eine wichtige Rolle.

## Geschichte
Bereits für die 1830er-Jahre sind Sodamaschinen dieser Art belegt. Ab dem Ende des 19. Jahrhunderts lassen sich wachsende Zahlen an Läden mit Sodamaschinen festhalten. Der Begriff soda jerker tauchte etwa in den 1880er-Jahren auf und wurde später auf soda jerk verkürzt, wobei der Begriff „Jerk“ sowohl abwertend für Trottel als auch für Rütteln stehen kann – die Hebel der Sodamaschinen erzeugten bei ihrer Betätigung ein rüttelndes Geräusch.
Spätestens mit der Prohibition und der steigenden Beliebtheit von Softgetränken wurden die Soda Jerks ein fester Bestandteil der Americana.  Typischerweise waren Soda Jerks in Weiß mit einer ebenfalls weißen Haube gekleidet. Linguisten setzten sich mit dem speziellen und von Wortschöpfungen geprägten Slang der Soda Jerks auseinander. Oft verwendeten sie kryptische Bezeichnungen für Getränke – etwa Baby oder Cow Juice für Milch. Dabei gab es mitunter auch Kritik an unhygienischen Zuständen oder allzu frechen Sprüchen der Soda Jerks. Die Entstehung beziehungsweise Namensgebung des Bananensplits und der Egg cream werden als eine von mehreren Varianten auf Soda Jerks zurückgeführt.
Zwischen den 1920er- und 1940er-Jahren erreichten die Soda Fountains ihre größte Popularität, zeitweise konsumierten Amerikaner maßgeblich durch die Beliebtheit der Sodamaschinen und ihrer Bediensteten Rekordmengen an Eiscreme. In den 1950er-Jahren schwand die Bedeutung und Häufigkeit der Soda Jerks mit der Entwicklung von Fast Food, Drive-In-Schaltern, Supermärkten sowie dem zunehmenden Wegziehen der Stadtbewohner in die Vororte schnell. Heute gibt es sie in den Vereinigten Staaten in der Regel nur noch in Restaurants oder Läden mit explizitem Nostalgie-Thema. Im deutschsprachigen Raum scheinen Soda Jerks sich nie im größeren Stile etabliert zu haben.

## In der Popkultur
Zeitweise galten Soda Jerks als Stars der amerikanischen Popkultur. In Hollywood-Filmen arbeiteten etwa Buster Keaton in Der Musterschüler (1927) und Rock Hudson in Hat jemand meine Braut gesehen? (1952) als Soda Jerks. Eines der bekanntesten Werke von Norman Rockwell ist seine Illustration Soda Jerk (1953), auch in Edward Hoppers berühmtem Gemälde Nighthawks (1942) soll es sich bei der abgebildeten Szenerie um einen Sodaladen handeln. Ein wie ein Soda Jerk gekleideter Bediensteter bewirtet die wenigen nächtlichen Gäste.